# هارولد کارینگتون
هارولد کارینگتون (انگلیسی: Harold Carrington؛ ۷ نوامبر ۱۸۸۲ – ۵ سپتامبر ۱۹۶۴) فرد نظامی اهل بریتانیا بود. وی برندهٔ جوایزی همچون نشان حمام شده‌است.
هارولد کارینگتون در سال ۱۹۰۱ به توپخانه سلطنتی صحرایی مأمور شد؛ او در جنگ دوم بوئر بین سال‌های ۱۹۰۱ تا ۱۹۰۲ خدمت کرد و سپس در سال ۱۹۰۸ به توپخانه سلطنتی سواره نظام منتقل شد. او در طول جنگ جهانی اول خدمت کرد و در سال ۱۹۱۶ نشان خدمات ممتاز را دریافت کرد.
کارینگتون پس از جنگ در ارتش باقی ماند و در سال ۱۹۲۰ در کالج ستاد، کمبرلی، تحصیل کرد. سپس به عنوان افسر ستاد کل در لشکر ۴ پیاده مشغول به کار شد و سپس در سال ۱۹۳۲ به فرماندهی توپخانه سلطنتی این لشکر منصوب شد. در سال ۱۹۳۶، او به عنوان سرلشکر، فرماندهی توپخانه سلطنتی در ستاد ارتش در هند را بر عهده گرفت. در سال ۱۹۳۹ او معاون آجودان کل در وزارت جنگ شد و در سال ۱۹۴۰ به عنوان افسر کل فرمانده کل اسکاتلند و فرماندار قلعه ادینبورگ منصوب شد: او در مراسم سال نو ۱۹۴۱ به عنوان فرمانده شوالیه نشان حمام منصوب شد، و سپس در اواخر همان سال بازنشسته شد.
کارینگتون همچنین از سال ۱۹۴۰ تا ۱۹۵۰ سرهنگ فرمانده توپخانه سلطنتی بود.